# Märit i Örbeck
Märit i Örbeck, död 1674, var en av de åtalade för häxeri under det stora oväsendet.
I Sollefteå hade hysterin satts igång av en 12:årig flicka, Maria Andersdotter, som pekat ut 13 personer för trolldom tillsammans med en visgosse från Nordingrå, som pekat ut personer vid kyrkporten. Bland de personer Maria utpekat var hennes far och hennes styvmor Märit i Örbeck. Fallet mot Märit i Örbeck öppnade häxprocessen i Sollefteå. 
Maria Andersdotter anklagade sin styvmor för att ha fört henne och hennes två systrar till Blåkulla. Både Märit och Marias två vuxna systrar förnekade detta. Nämnden och menigheten uppgav dock att Märit länge hade varit beryktad för trolldom; hennes grannar uppgav att de saknat boskap sedan midsommar, och att Märits make varit fattig men blivit rik sedan han gifte sig med henne. Kyrkoherden uppgav att han 1673 hade besökt Maria och själv bevittnat hur hon led av konvulsioner under natten och vid uppvaknandet uppgav att hon varit i Blåkulla; han hade skurit henne i fingret och smetat sot på hennes näsa. Då hon vaknade uppgav hon att ett trästycke legat i sängen medan hon var i Blåkulla, och då prästen såg under sängen, fann han ett trästycke med ett jack från hans kniv och en sotfläck. 
Märit i Örbeck fortsatte att neka och Trolldomskommissionen dömde henne till halshuggning och bränning som varning för andra som vägrade bekänna. 